# فرد روبرتسون
فرد روبرتسون (بالإنجليزية: Fred Robertson)‏ هو لاعب هوكي الجليد أمريكي، ولد في 22 أكتوبر 1911، وتوفي في 20 سبتمبر 1997.

## وصلات خارجية
- فرد روبرتسون على موقع دوري الهوكي الوطني (الإنجليزية)
- فرد روبرتسون على موقع قاعة مشاهير الهوكي (لاعب أن.إتش.أل) (الإنجليزية)
- فرد روبرتسون على موقع EliteProspects.com (الإنجليزية)
- فرد روبرتسون على موقع HockeyDB.com (الإنجليزية)
- فرد روبرتسون على موقع Hockey-Reference.com (الإنجليزية)